# Giovanni Battista Betti

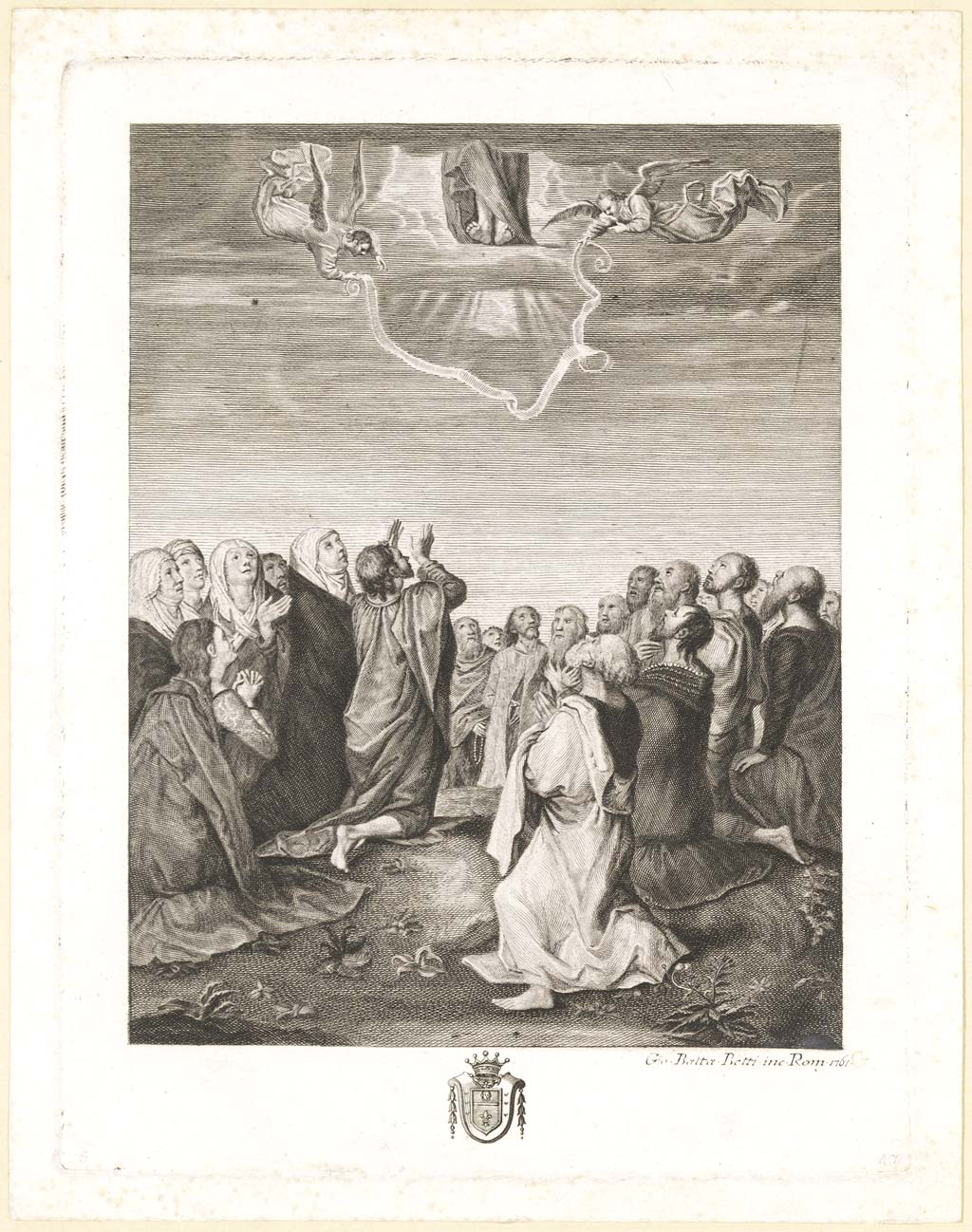
‘‘La sanzione’’, acquaforte incisa da Betti (1761)

Giovanni Battista Betti (Firenze, XVIII secolo – ...) è stato un incisore italiano.

## Biografia
Nato a Firenze nella prima metà del XVIII secolo, fu attivo principalmente nella città toscana – anche se alcune fonti lo ricordano operante anche a Roma – e si hanno notizie dell'attività del Betti in un periodo compreso tra il 1754 e il 1785. Sue incisioni sono conservate nelle collezioni presso la Biblioteca Nazionale Centrale di Firenze, la Biblioteca Marucelliana e alla Galleria degli Uffizi.

## Opere (parziale)
- Madonna della Santissima Annunziata di Firenze, da D. Noferi, 1754
- Madonna col Bambino, da Carlo Maratta, 1761
- Ecce Homo, dal Guercino
- L'Ascensione, da Albrecht Dürer
- Apostoli e figure, venti tavole, da Baccio Bandinelli
- Andata di Cristo al Calvario, dal Giambologna
- Apparizione della Vergine a san Bernardo, da Bernardino Poccetti
- Apparizione della Vergine in gloria ad uno dei servi di Maria, tre differenti versioni, da Bernardino Poccetti
- Cristo incoronato di spine, da Sigismondo Betti
- Ritratto di padre Bernardino da Firenze, da Luigi Betti
- Ritratto del poeta Giovanni Manzoli, da Luigi Betti
- Serie degli uomini i più illustri nella pittura, scultura e architettura, Firenze, 1774
  - Ritratto di Francesco Snyders, da Antoon van Dyck
  - Ritratto di Giusto Suttermans, da Antoon van Dyck
  - Ritratto di Battista Naldini
  - Ritratto di Frans Pourbus
- Ritratto di Andrea Schiavone, da Carlo Ridolfi
- Ritratti di Bernardo Buontalenti, Domenico Fontana, Antonio Moro, Iacopo da Empoli, Agostino Carracci, Francesco Vanni, Hendrik Goltzius, Marcello, da Ottavio Leoni
- A' dilettanti delle bell'arti, alfabeto con figure, ventiquattro tavole più frontespizio, Firenze, Pagni, 1779
- A' dilettanti delle bell'arti, alfabeto con figure, ventiquattro tavole ornate più frontespizio inciso, Firenze, Pagni, 1785.